# Priștina
Priștina (AFI:[ˈpɾiʃtiːna]) (în sârbă Приштина sau Priština, în albaneză Prishtina sau Prishtinë) este un oras din regiunea istorica Kosovo Polje.

## Geografie
Priștina este situată în partea de sud a Kosovo Polje, la 595 deasupra nivelului mării. Orașul este înconjurat de câmpiile fertile ale regiunii, iar la est se află dealurile Zhegoc (Žegovac). În oraș nu mai există râuri. Râurile Pristina și Vellusha, care au exista până în anii 1950, au fost în mare parte acoperite de gunoi și sol și au dispărut din peisajul urban. Ambele râuri se revarsau în Sitnica, care curge la vest de zona urbană spre nord-vest. Lacul Badovcit, un rezervor de aproximativ 5,5 kilometri lungime, este situat la sud-est de Pristina, în munții Zhegoc.

## Populație
Conform recensământului din 2011, Priștina are 145.149 de locuitori în zona urbană. Dintre aceștia, 141.307 (97,35%) s-au descris ca albanezi, 2052 (1,41%) ca turci, 597 (0,41%) ca romi , ashkali sau egipteni balcanici, 366 (0,25%) ca bosniaci, 204 (0,14%) ca gorani și 92 (0,06%) ca sârbi. 281 de persoane aparțineau altor grupuri etnice, 73 nu au dat niciun răspuns grupului etnic și pentru 177 de persoane nu există date disponibile.
Religia cu cei mai mulți adepți este islamul. 140.786 de persoane (96,99%) s-au considerat musulmani în 2011. Cea mai mare minoritate religioasă sunt catolicii cu 985 de persoane (0,68%).
Din populația cu vârsta peste 15 ani, 51,25% sunt angajați. Dintre aceștia, 27,67% sunt șomeri.

## Monumente
- Catedrala Maica Tereza din Priștina, edificiu inaugurat în anul 2017

## Personalități
- Dragana Todorović (n. 1974), cântăreț;
- Albin Kurti (n. 1975), președintele partidului Vetëvendosje!
- Atdhe Nuhiu (n. 1989), fotbalist;
- Ermir Lenjani (n. 1989), fotbalist;
- Rita Ora (n. 1990), cântăreață
- Ardian Bujupi (n. 1991), cântăreț german;
- Era Istrefi (n. 1994), cântăreață.

## Literatură
- Radmila Todić-Vulićević: Priština. Prištevci i vreme. Novi Sad 1999, ISBN 86-363-0858-5.
- Michelangelo Severgnini: Good morning, Pristina! Diario di un giornalista radiofonico tra Kosovo e Serbia. Roma 2000.
- Stara Priština. Poznavanje grada u crtežu Radomira Paje Jankovića, priredio Zoran S. Nikolić. (Das alte Priština. Vorstellung der Stadt in Zeichnungen von Radomir P. Janković, ausgewählt von Zoran S. Nikolić.) Priština 1994.
- Nikolić, Miodrag: Priština. Grad heroj. Belgrad 1980 (Über den Widerstand im Zweiten Weltkrieg).
- Đuričić, Predrag: Priština = Prishtinë [1977].
- Mekuli, Esad und Cukic, Dragon (Hrsg.): Priština. Priština 1965.
- Nebojsa B. Tomasevic: Jugoslawische Städte. (Belgrad, Zagreb, Ljubljana, Sarajevo, Skopje, Titograd (Pogradec), Novi Sad, Priština). [Belgrad] 1965.
- Hajrullah Koliqi: Das Überleben der Universität 1991–1996. 1997.
- Kai Vöckler, Prishtina is everywhere; turbo urbanism ; the aftermath of a crisis, 2008, ISBN 978-90-77966-50-1>

## Vezi și
- Aeroportul Internațional Priștina
- Muzeul Kosovo din Priștina